# Selliguea yakuinsularis
Selliguea yakuinsularis är en stensöteväxtart som först beskrevs av Genkei Masamune, och fick sitt nu gällande namn av Hiroyoshi Ohashi och K.Ohashi. Selliguea yakuinsularis ingår i släktet Selliguea och familjen Polypodiaceae. Inga underarter finns listade.